# 한국영화인총연합회
한국영화인총연합회(韓國映畵人總聯合會)는 영화인 상호간의 친목 도모, 회원의 권익옹호와 우리영화예술 창달 발전에 기여를 목적으로 1962년 6월 28일 설립된 대한민국 문화체육관광부 소관의 사단법인이다. 사무실은 서울특별시 종로구 동숭동 1-117 예총회관 402호 (우: 110-510)에 있다.

## 주요 사업
- 회원의 권익옹호 및 복리증진
- 영화인의 자질향상 및 신인발굴, 양성
- 영화진흥을 위한 연구발표회 및 강좌 개최
- 공로영화인에 대한 포상
- 대종상 영화제 개최

## 사건
- 2023년 12월 12일  법원은 파산을 선고했다.[1]
- 2025년 한국영화인협회로 명칭을 바꾸고 다시 거듭나 활동을 하고있다.